# ナタマメ
ナタマメ（鉈豆、学名: Canavalia gladiata）はマメ亜科の蔓性の一年草。原産地は熱帯アジアまたはアフリカ。刀豆（トウズ、タチマメ、ナタマメ）、帯刀（タテハキ）ともよばれる。日本へは江戸時代に渡来。約25センチメートルほどの豆果を結ぶ。以前から漢方薬として知られており、近年では健康食品、健康茶としても一般的に知られるようになった。

## 歴史
アジアかアフリカの熱帯原産とされ、食用や薬用として栽培される。日本には江戸時代初頭に清から伝わった。特に薩摩では江戸時代から栽培が盛んで、NHK大河ドラマ『篤姫』のワンシーンでも長旅の無事を祈る餞別として送られていた。福神漬の材料にもなる。

## 生態

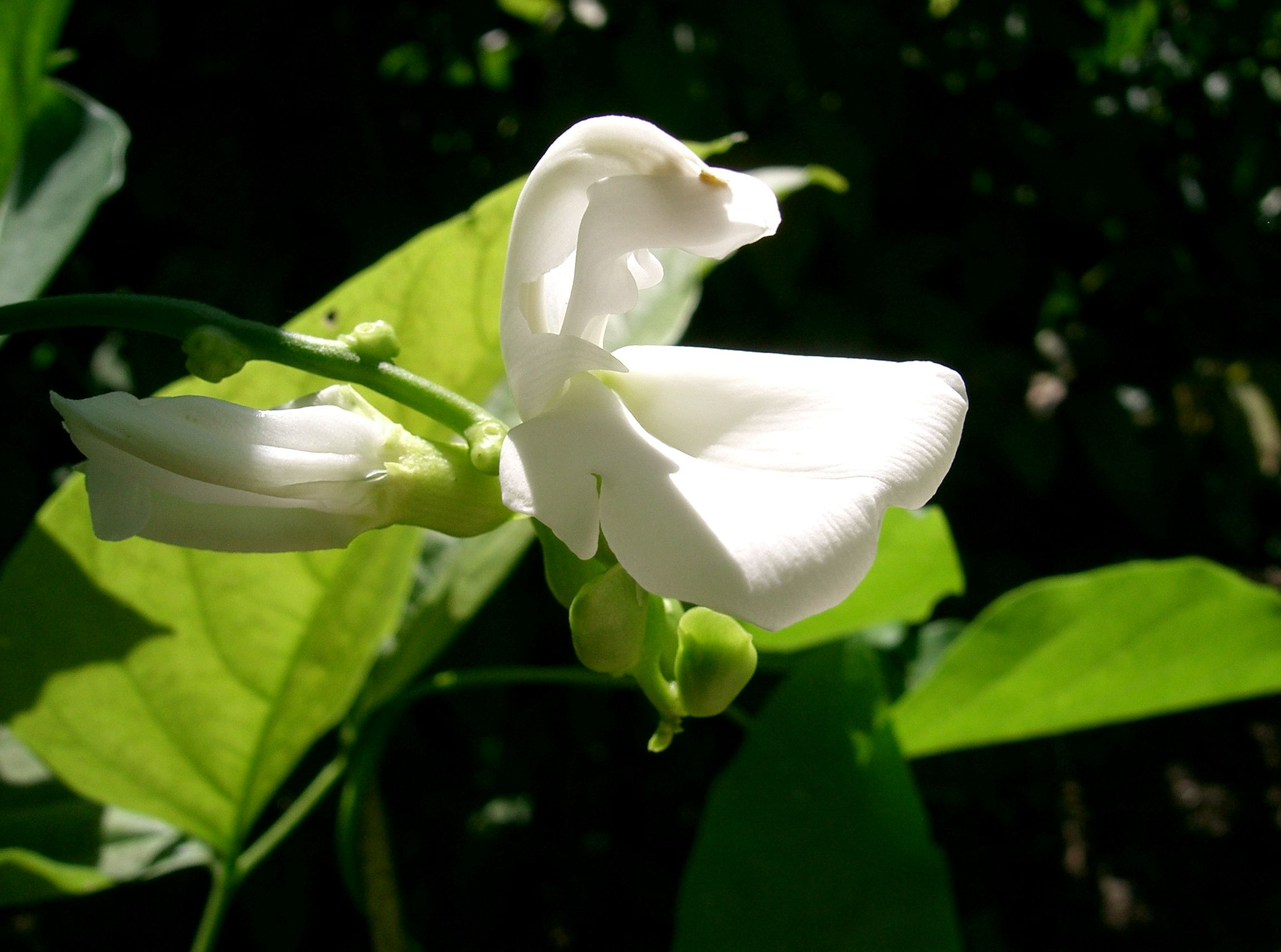
ナタマメの花（2007.8.11撮影）

夏に白またはピンク色の蝶形の花を咲かせる。その後、結実するが、実の莢は非常に大きく、大きなものでは30 - 50センチメートル (cm) で、幅が5cmほどになる。葉は長い柄のある3出複葉で大型である。莢果は11月頃。別名の「タテワキ（帯刀）」は、この莢の形に由来する。

## 産地
日本国内でも栽培されるが、ラテンアメリカ、中華人民共和国からの輸入が多い。

## 利用

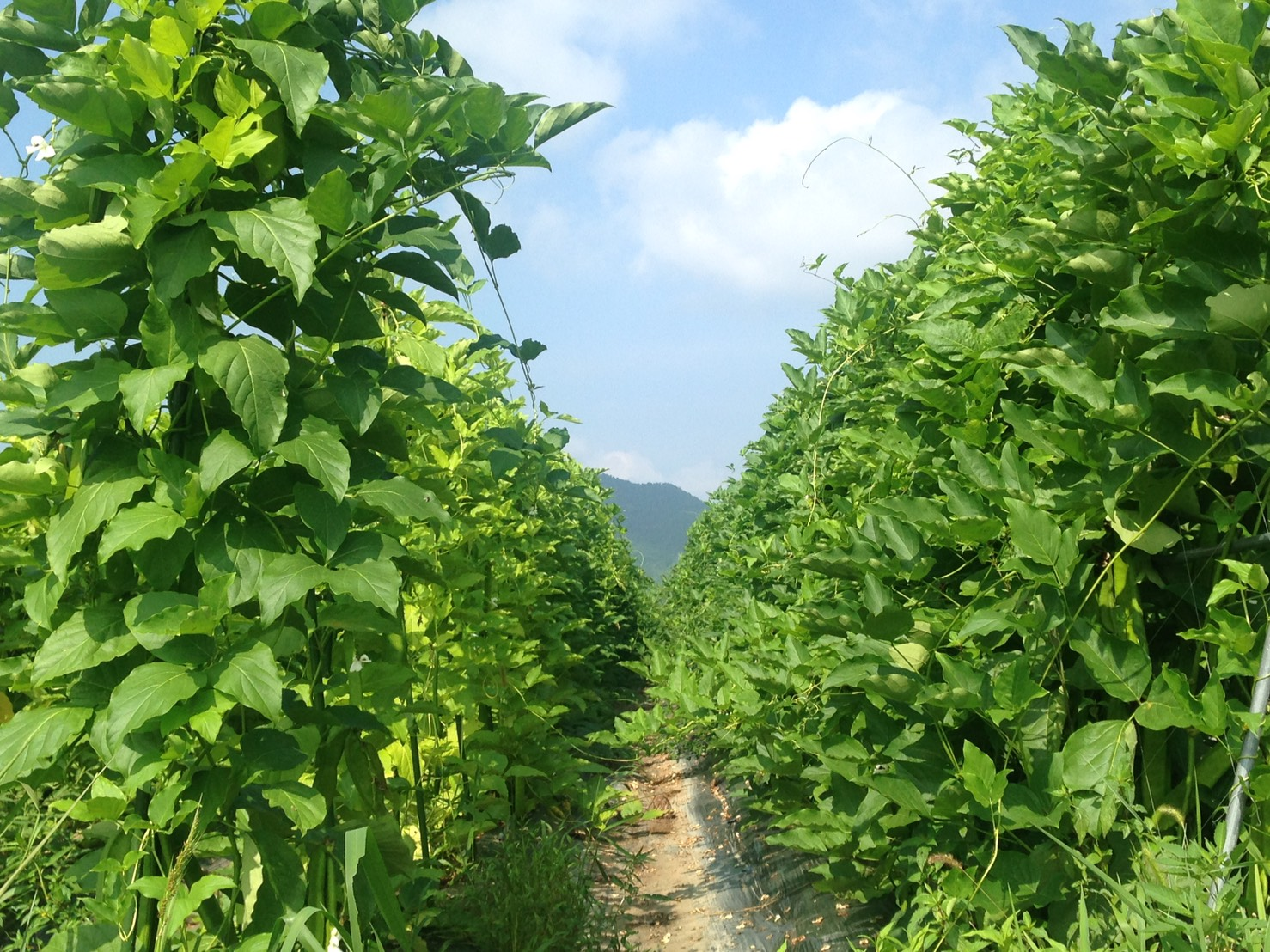
なた豆茶として利用される有機栽培・無農薬のなた豆畑(丹波市こやま園)

熱帯アジアやアフリカで食用や薬用に用いられており、日本でも福神漬・健康茶・民間薬・メッセージ缶（種子にレーザーで文字を彫ったもの）などに利用される。食用としては、若い莢を食べることが多く、炒め物、煮物、漬物にすることが一般的である。福神漬に用いられる。薬効を目的にした場合は、豆を利用することが多い。完熟した豆は、主にお茶として用いられる。
豆の栄養素は、たんぱく質、ビタミン、ミネラルが豊富である。ナタマメから作る茶の薬効としては、血行促進や免疫力の向上などのさまざまな効果があるほか、アレルギー性鼻炎、口臭の緩和によいといわれている。昔から排膿（膿を出す）の妙薬といわれており、腎臓に良く、蓄膿症、歯周病や歯槽膿漏の改善、痔ろうなどにも効果がある。他の野菜の病害虫の防止用として周囲に植えられることもある。
コンカナバリンAはナタマメにしか存在しないレクチンであり、植物レクチンの代表例として知られる。生物工学の分野ではT細胞のマイトジェンなどとして広く使われている。

## 毒性
豆類全般にいえることだが、ナタマメにも毒がある。とくにタカナタマメ・タチナタマメには毒が多い。食用とするのはアカナタマメ（赤豆）・シロナタマメ（白豆）といわれる品種で、アカナタマメにはわずかな毒性があるが、焙煎加工されたものは副作用がない。粗悪な健康茶などには注意が必要。また、メッセージ缶に用いられるものは食用に適さない品種が使われており、食べることはできない。サポニン・青酸配糖体・有毒性アミノ酸のコンカナバリンAやカナバニンなどの毒素が含まれている。
カナバニンは、アルギニンに類似した構造を持ち、アルギニンの機能を阻害しアンモニアが蓄積する有害作用があり、多くの昆虫がナタマメを避けるので虫害が少ない。

## 種類

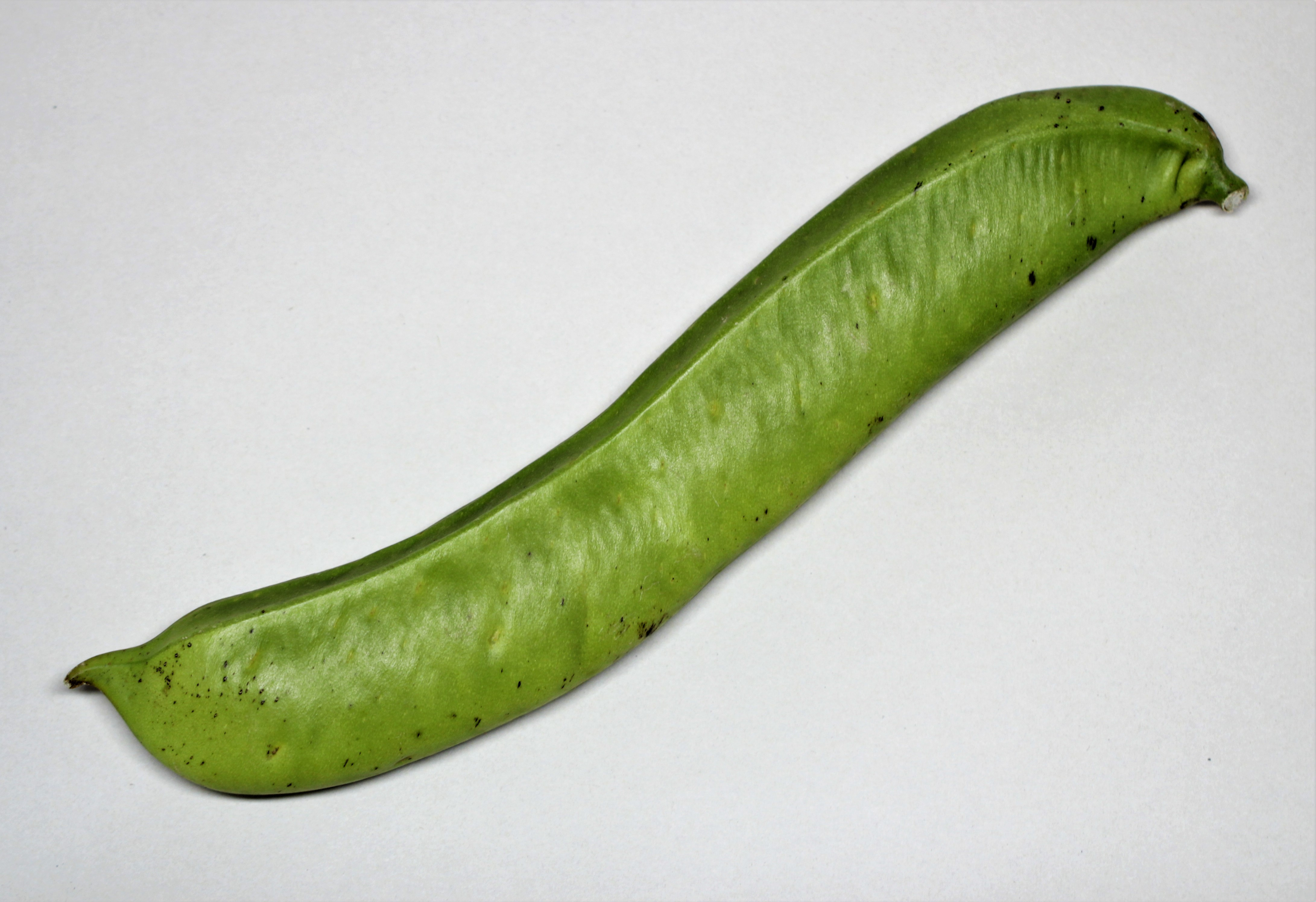
日本で9月に収穫されたなた豆

タカナタマメ（Canavalia cathartica Thouars）
南西諸島、台湾、中国南部、インド、東南アジアに分布。
蔓性の多年草で大型。海岸近くに生育する。
タチナタマメ／ジャック・ビーン（Canavalia ensiformis (L.) DC., Jack-bean）
立性の多年草で大型。
アカナタマメ／ソード・ビーン (Canavalia gladiata, Sword Bean)
シロナタマメ／ソード・ビーン (Canavalia gladiata (Jacq.) DC. f. alba (Makino) Ohashi, Sword Bean)
ハマナタマメ (Canavalia lineata (Thunb.) DC.)
本州（千葉県山形県以西）/四国/九州、南西諸島/小笠原諸島に分布。
蔓性の多年草で小型。熱帯/亜熱帯の海岸近くに生育する。
ナガミハマナタマメ／ベイ・ビーン(Canavalia rosea (Sw.) DC., Bay Bean)
九州以南、亜熱帯、熱帯に分布。
汎熱帯海流散布植物（熱帯域で海流により地球一周規模の分布）。

## 脚註
1. 1 2 3 4 5  “Weblio三省堂大辞林「なた まめ ［0］ 【鉈▼豆・刀▽豆】」”. 2018年8月10日閲覧。
2. ↑  米倉浩司・梶田忠 (2003-). “Canavalia gladiata (Jacq.) DC. ナタマメ（標準）”. BG Plants 和名−学名インデックス（YList）. 2023年1月8日閲覧。

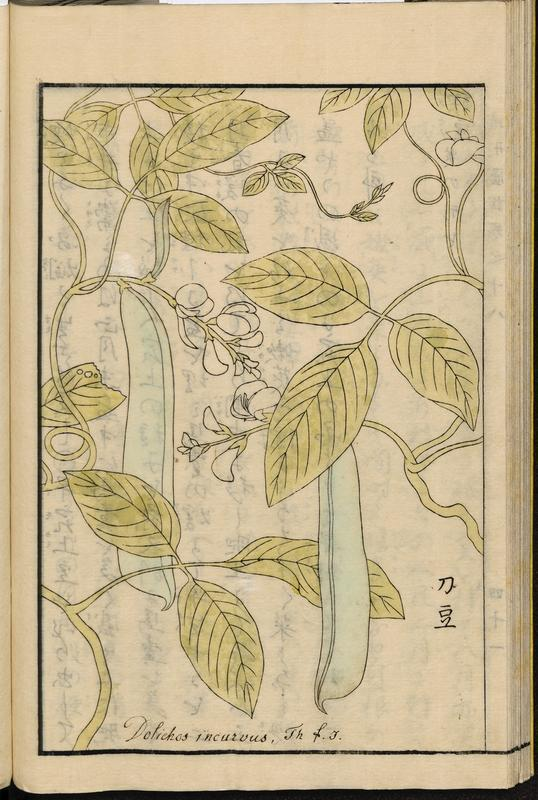
江戸時代の農業百科事典『成形図説』のイラスト（1804）

3. 1 2 3 4 5 6 7 8 9 10 11  猪股慶子監修 成美堂出版編集部編 2012, p. 139.
4. ↑  星川清親『新編 食用作物』訂正第5版、養賢堂、1985年5月10日、548頁。
5. ↑  藤井義晴「未利用植物の有効利用と調理科学への期待」、『日本調理科学会誌』Vol. 41 (2008) No. 3　pp. 204-209